# Église Saint-Félix-de-Gérone de Claret
L'église Saint-Félix-de-Gérone de Claret est une église romane située à Claret dans le département français de l'Hérault en région Occitanie.

## Historique
L'église fut construite au XIIe siècle mais son abside fut reconstruite au XIXe siècle.
Le porche fait l'objet d'un classement au titre des monuments historiques depuis le 27 janvier 1933, le reste de l'église faisant l'objet d'une inscription depuis le 13 avril 1933 (à l'exception de la tour de l'horloge).

## Architecture
L'église est édifiée en pierre de taille de belle facture assemblée en grand appareil.
La façade occidentale est ornée d'un superbe portail encadré d'une paire de colonnes à chapiteaux géométriques et surmonté d'une archivolte en plein cintre à triple voussure. L'extrados de la troisième voussure est bordé d'une belle frise de dents d'engrenage. Le portail est surmonté d'un cordon en saillie.
La partie supérieure de la façade est percée d'une baie cintrée et surmontée d'un clocheton à baie campanaire unique.
La façade méridionale est dominée par la silhouette de la tour de l'horloge, qui date du XIXe siècle.

## Galerie d'images

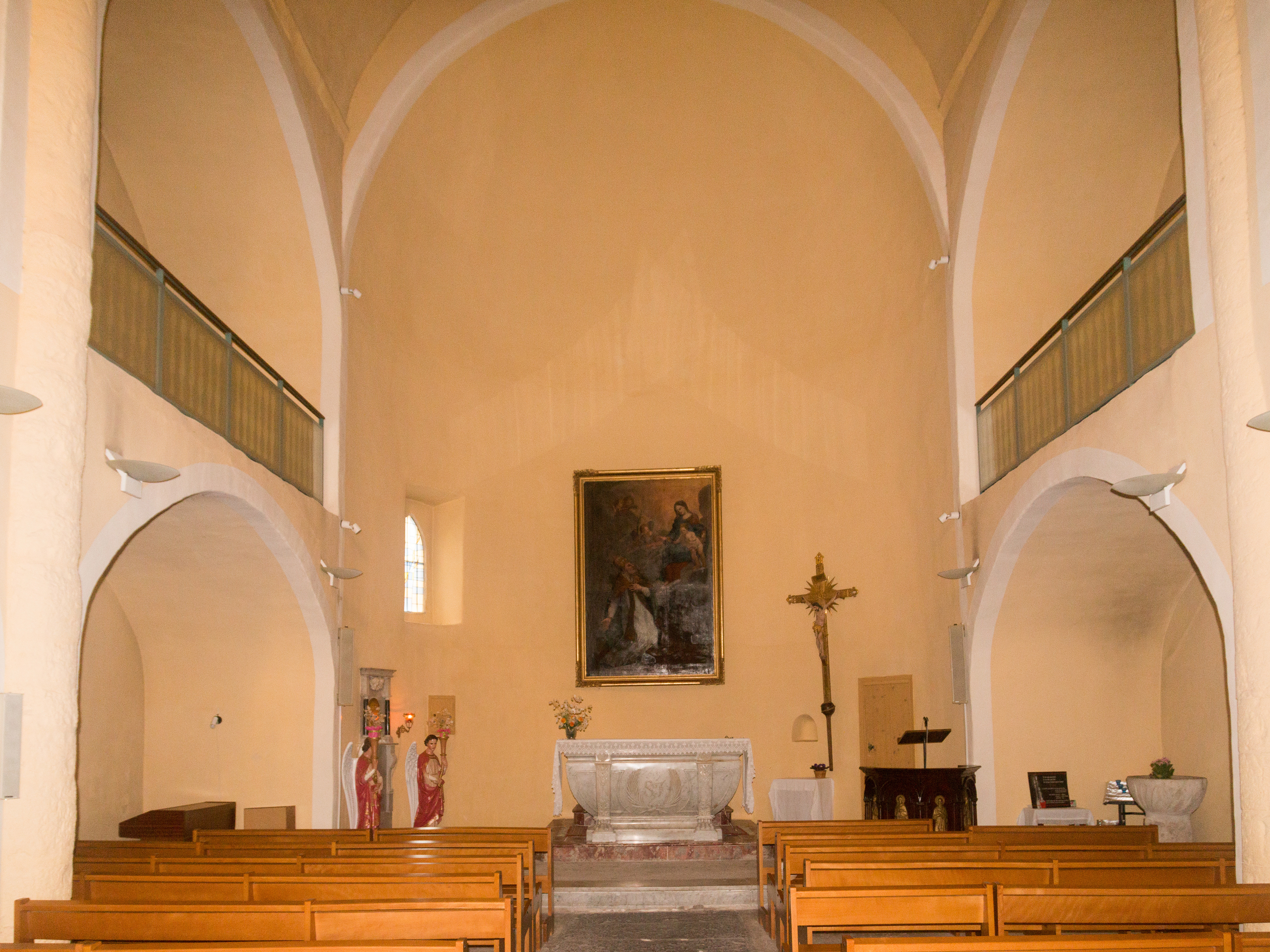
La nef et le chœur.
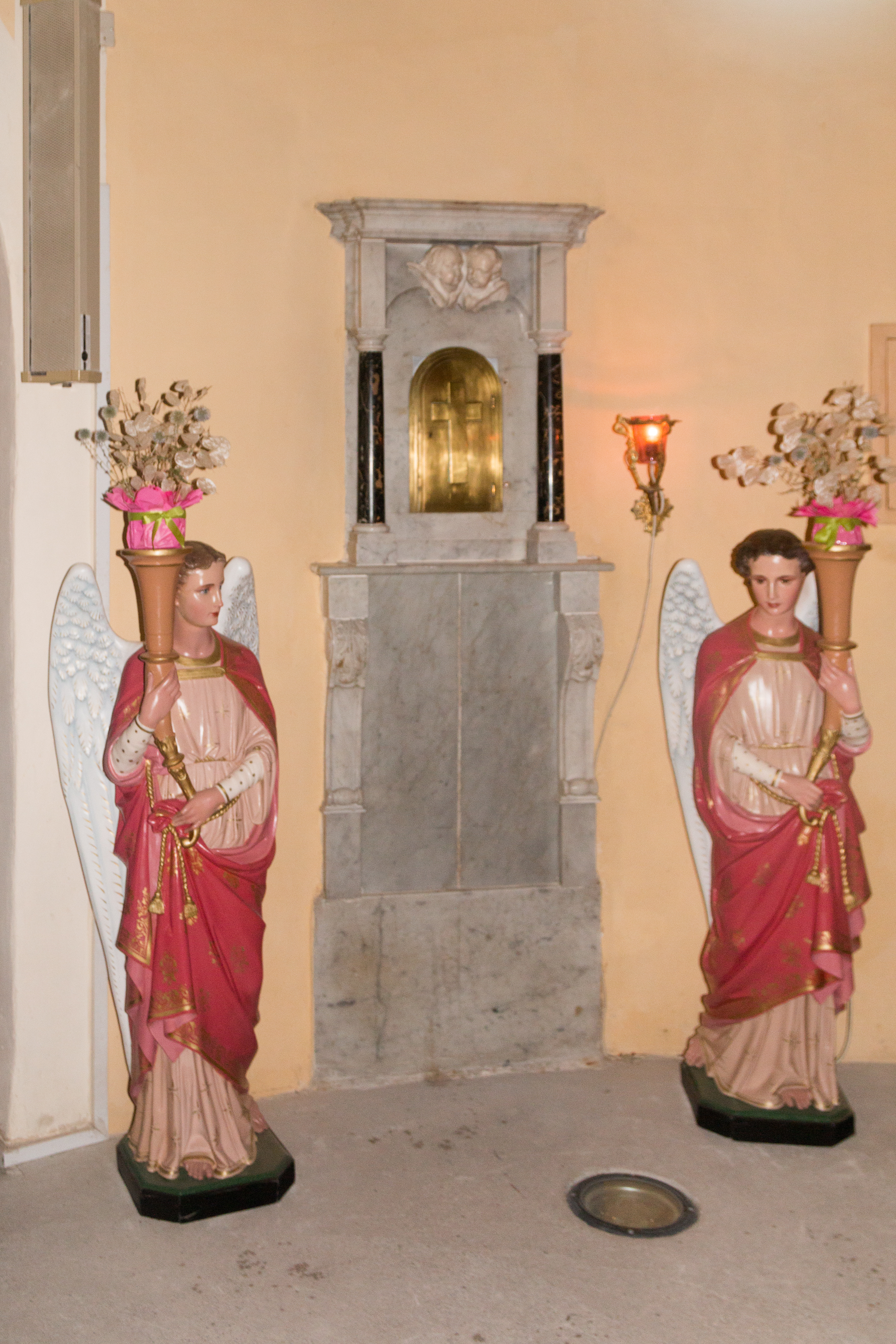
Tabernacle gardé par deux anges en faïence.